# Station Portets
Station Portets is een spoorweghalte in de Franse gemeente Portets. Zij wordt bediend door treinen van het netwerk TER Nouvelle-Aquitaine op het traject Bordeaux -Langon.